# 51-es villamos (Brüsszel)
A brüsszeli 51-es jelzésű villamos A Stade / Stadion és a Van Haelen állomások között közlekedik. 2008. június 30-án indult. Az 51-es villamos a STIB vonalhálózatának megújításának a keretében jött létre. A Lemonnier és az Albert állomások között a föld alatt közlekedik.

## Története
A brüsszeli 51-es villamost 2008. június 30-án indították el, a STIB vonalhálózatának megújításának a keretében, ami 2006 márciusától 2008 nyaráig tartott, kicsit több mint 2 évig. 16-os villamosnak kellett volna nevezni, és az 51-es jelzést a 4-es villamosnak kellett volna adni. A 81-es villamos régi Heysel - Gare du Midi szakaszát és az 55-ös villamos régi Gare du Midi – Silence szakaszát vette át.
2014. március 10-től a Heysel helyett a Stade az északi végállomása, így a Guillaume de Greef megállótól közös szakaszon közlekedik a 93-as villamossal.

## Megállók

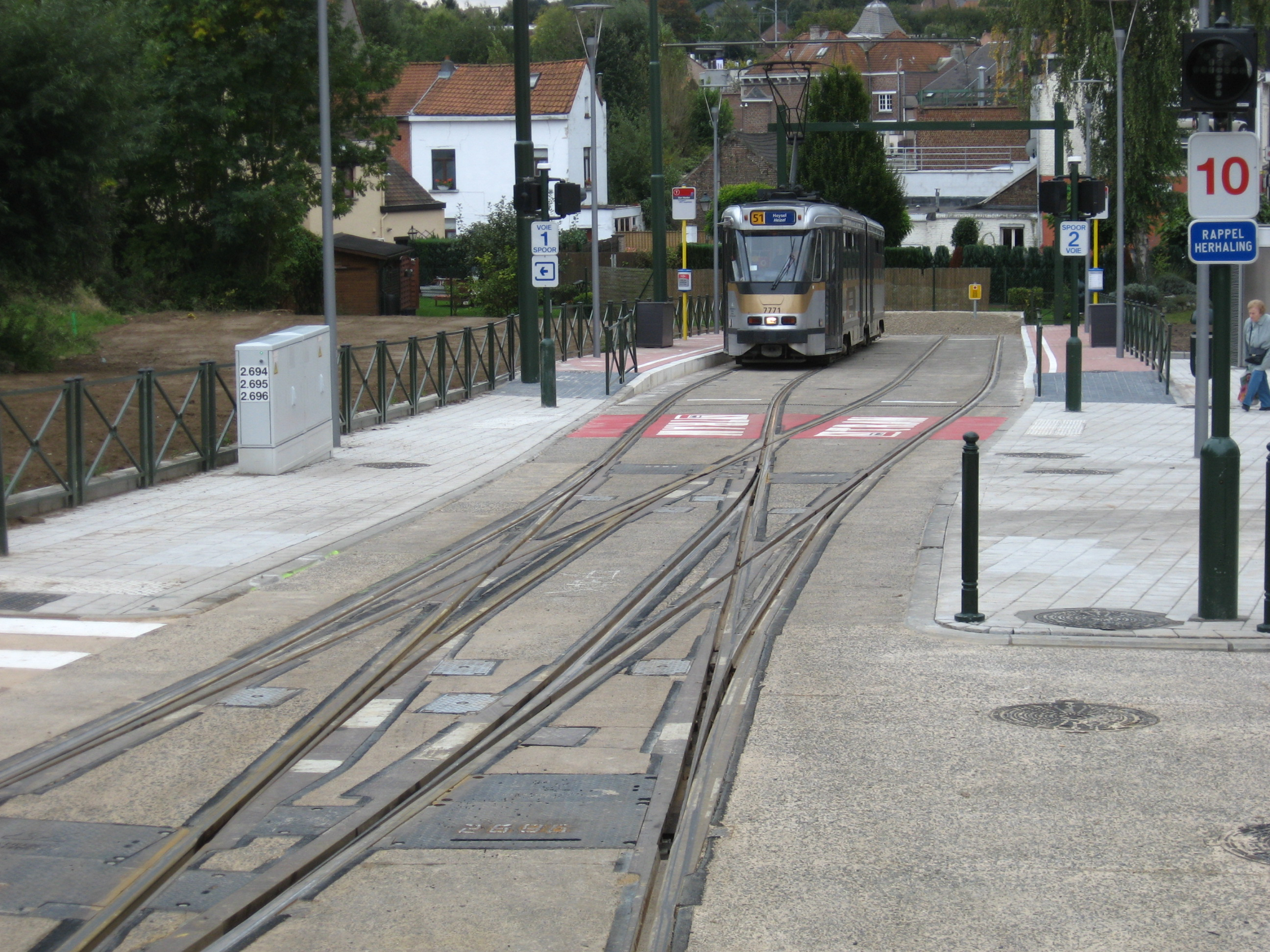
T7771 a Van Haelen végállomáson

|  |   |  | Állomások                                     | Városrészek                  | Átszállások                                             |
|  | - |  | --------------------------------------------- | ---------------------------- | ------------------------------------------------------- |
|  | o |  | Stade / Stadion                               | Brüsszel                     | 93 - N18                                                |
|  | o |  | Stiénon                                       | Brüsszel                     | 93 - 88                                                 |
|  | o |  | Kufferath                                     | Brüsszel                     | 93                                                      |
|  | o |  | Hôpital Brugmann /Brugmann-ziekenhuis         | Brüsszel / Jette             | 93 - 53 88                                              |
|  | o |  | Guillaume de Greef                            | Jette                        | 19 93 - 53                                              |
|  | o |  | Cimetière de Jette / Kerkhof van Jette        | Jette                        | 19 62 93 - 53                                           |
|  | o |  | Démineurs / Ontmijners                        | Jette                        | 14 88                                                   |
|  | o |  | Woeste                                        | Jette                        | 49 88                                                   |
|  | o |  | Odon Warland                                  | Jette                        |                                                         |
|  | o |  | Belgica                                       | Jette / Molenbeek-Saint-Jean | 6 - 14                                                  |
|  | o |  | Vanderstichelen                               | Molenbeek-Saint-Jean         | 14 - De Lijn                                            |
|  | o |  | Jubilé / Jubelfeest                           | Molenbeek-Saint-Jean         | De Lijn                                                 |
|  | o |  | Ribaucourt                                    | Molenbeek-Saint-Jean         | 2 6 - 20 89 - De Lijn                                   |
|  | o |  | Sainctelette                                  | Molenbeek-Saint-Jean         | De Lijn                                                 |
|  | o |  | Yser / IJzer                                  | Brüsszel                     | 2 6 - 47 58 88 - N18 - De Lijn                          |
|  | o |  | Marguerite Duras                              | Brüsszel                     |                                                         |
|  | o |  | Porte de Flandre / Vlaamsepoort               | Brüsszel                     | 86 - N16 - De Lijn                                      |
|  | o |  | Porte de Ninove / Ninoofsepoort               | Brüsszel                     | 86 - De Lijn                                            |
|  | o |  | Arts et Métiers                               | Brüsszel                     | 82                                                      |
|  | o |  | Porte d'Anderlecht / Anderlechtsepoort        | Brüsszel                     | 82 - 46 - N13                                           |
|  | o |  | Bodeghem / Bodegem                            | Brüsszel                     | 82                                                      |
|  | o |  | Lemonnier                                     | Brüsszel                     | 3 4 32 82 - 46 - N13                                    |
|  | o |  | Gare du Midi / Zuidstation                    | Saint-Gilles                 | 2 6 - 3 4 32 81 82 - 27 49 50 78 - SNCB - De Lijn - TEC |
|  | o |  | Porte de Hal / Hallepoort                     | Saint-Gilles                 | 2 6 - 3 4 - 27 48 - N12 - De Lijn - TEC                 |
|  | o |  | Parvis de Saint-Gilles / Sint-Gillisvoorplein | Saint-Gilles                 | 3 4 - 48 - N12                                          |
|  | o |  | Horta                                         | Saint-Gilles                 | 3 4                                                     |
|  | o |  | Albert                                        | Forest / Saint-Gilles        | 3 4 - 37 48 54 - N11                                    |
|  | o |  | Jupiter                                       | Forest                       | 54                                                      |
|  | o |  | Altitude Cent                                 | Forest                       | 48                                                      |
|  | o |  | Coghen                                        | Uccle                        | 37 N11                                                  |
|  | o |  | Roosendael                                    | Uccle                        | N11                                                     |
|  | o |  | Bens                                          | Uccle                        | N11                                                     |
|  | o |  | Xavier de Bue                                 | Uccle                        | N11                                                     |
|  | o |  | Globe                                         | Uccle                        | 4 97 - 43 98 - N11                                      |
|  | o |  | Rittweger                                     | Uccle                        | 43 - N11                                                |
|  | o |  | Trois Arbres / Drie Bomen                     | Uccle                        | 43 - N11                                                |
|  | o |  | Uccle Calevoet / Ukkel Kalevoet               | Uccle                        | 43 60 - N11 - SNCB - TEC                                |
|  | o |  | Engeland                                      | Uccle                        | 43 60 - N11                                             |
|  | o |  | Bourdon / Horzel                              | Uccle                        | 43 - N11 - De Lijn - TEC                                |
|  | o |  | Crematorium                                   | Uccle                        | TEC                                                     |
|  | o |  | Van Haelen                                    | Uccle                        | De Lijn - TEC                                           |

## Üzemidő
A brüsszeli 51-es villamost a STIB üzemelteti. Minden nap a teljes vonalán 5.20 és 1 óra között közlekedik. A Stade és a Van Haelen között körülbelül 60 perc a menetidő.

### Jármű
Általában PCC 7900-asok, a leghosszabb PCC-k szoktak közlekedni a vonalon. Néha előfordulnak PCC 7700/7800-as típusú villamosok is.

## Fordítás
Ez a szócikk részben vagy egészben  a   Ligne 51 du tram de Bruxelles című francia Wikipédia-szócikk ezen változatának fordításán alapul.  Az eredeti cikk szerkesztőit annak laptörténete sorolja fel. Ez a jelzés csupán a megfogalmazás eredetét és a szerzői jogokat jelzi, nem szolgál a cikkben szereplő információk forrásmegjelöléseként.